# Pleurophorus capicola
Pleurophorus capicola är en skalbaggsart som beskrevs av Louis Albert Péringuey 1901. Pleurophorus capicola ingår i släktet Pleurophorus och familjen Aphodiidae. Inga underarter finns listade i Catalogue of Life.